# الحكومة السورية (مايو 1934)
تشكلت حكومة تاج الدين الحسني الثانية بالمراسم من 2240 إلى 2247  بتاريخ 17 آذار 1934 المنشورة في الجريدة الرسمية للجمهورية السورية العدد /6/ لعام 1934 وقبلت استقالتها بالمرسوم رقم 140 تاريخ 23 شباط 1936المنشور بالجريدة الرسمية للجمهورية السورية العدد /5/ مكرر  لعام 1936.
هي الحكومة السورية الثامنة عشر في تاريخ سوريا الحديث. والثالثة في عهد الجمهورية السورية الأولى، والثالثة في عهد محمد علي العابد، كما أنها رابع حكومة يرأسها الشيخ تاج الدين الحسني. جميع أعضائها من «المستقلين» و«المعتدلين»، ولم تأخذ ثقة المجلس النيابي، لكونه محلولاً من قبل المفوض الفرنسي. كانت وفاة إبراهيم هنانو، وانطلاق الإضراب الستيني، في ذكرى أربعينه، سبب استقالة الحكومة في 23 فبراير 1936.

## التشكيل الوزاري
تألفت حكومة تاج الدين الحسني الثانية من الوزراء:
| المنصب              | الصورة | شاغل المنصب        | الحزب | الحزب | في المنصب من | في المنصب حتى | ملاحظات |
| ------------------- | ------ | ------------------ | ----- | ----- | ------------ | ------------- | ------- |
| رئيس الوزراء        |        | تاج الدين الحسني   |       |       | 17 آذار 1934 | 23 شباط 1936  |         |
| وزير الداخلية       |        | تاج الدين الحسني   |       |       | 17 آذار 1934 | 23 شباط 1936  |         |
| وزير العدلية        |        | عطا الأيوبي        | مستقل |       | 17 آذار 1934 | 23 شباط 1936  |         |
| وزير المالية        |        | هنري هندية         | مستقل |       | 17 آذار 1934 | 23 شباط 1936  |         |
| وزير المعارف        |        | حسني البرازي       | مستقل |       | 17 آذار 1934 | 23 شباط 1936  |         |
| وزير الأشغال العامة |        | جميل الألشي        | مستقل |       | 17 آذار 1934 | 23 شباط 1936  |         |
| وزير الزراعة        |        | محمد يحيى الأضة لي | مستقل |       | 3 أيار 1933  | 23 شباط 1936  |         |
| وزير التجارة        |        | محمد يحيى الأضة لي | مستقل |       | 3 أيار 1933  | 23 شباط 1936  |         |

| سبقه حكومة حقي العظم الثانية | الحكومات في سوريا آذار 1934 - شباط 1936 | تبعه حكومة عطا الأيوبي الأولى |

## الملاحظات
1. ↑  فراغ الحقل لا يعني بالضرورة أن شاغل المنصب مستقل سياسياً أو غير حزبي، ولكن بسبب عدم توفر المعلومات أو المصادر.

1. ↑  تشير بعض المصادر إلى أن هذه الحكومة استمرت إلى 24 شباط 1936

## روابط خارجية
- مرسوم قبول استقالة تاج الدين الحسني رئيس مجلس الوزراء عام 1936
- الحكومات السورية على موقع رئاسة مجلس الوزراء
- الحكومات السورية على موقع مجلس الشعب السوري
- وزارات الدولة على بوابة الحكومة الإلكترونية السورية
- الوزارات والهيئات الحكومية على موقع مجلس الشعب السوري